# Johann Sperling (Mediziner)

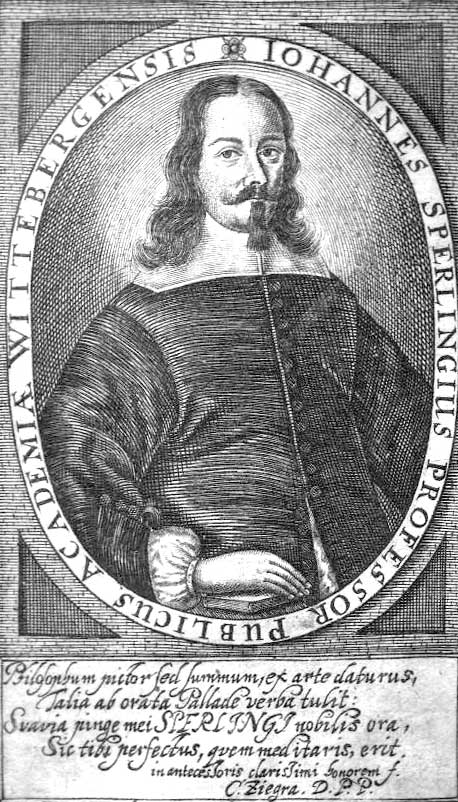
Johann Sperling

Johann Sperling (* 12. Juli 1603 in Zeuchfeld; † 12. August 1658 in Wittenberg) war ein deutscher Mediziner, Zoologe und Physiker.

## Leben
Geboren als Sohn des Pastors Paul Sperling (1568–1640) und seiner Frau Dorothea, der Tochter des Freyburger Bürgers Paul Kindler, besuchte er die Stadtschule in Laucha. In seinem 12. Lebensjahr bezog er 1615 die kurfürstliche Landesschule Schulpforta, die er sechs Jahre lang besuchte und erfolgreich abschloss, was ihm ermöglichte, an einer Universität ein Studium zu beginnen. Am 2. Juni 1621 immatrikulierte er sich an der Universität Wittenberg, wo er nach vierjährigem Studium an der philosophischen Fakultät am 27. September 1625 den akademischen Grad eines Magisters erwarb. Mit dem Erhalt des Magisters legens am 2. Oktober 1628 hatte er das Recht Vorlesungen an Universitäten zu halten.
Zunächst verfolgte Sperling theologische Studien, doch Friedrich Balduin und Erasmus Schmidt rieten ihm, sich den medizinischen Studien zu widmen. Unter der Leitung von Daniel Sennert absolvierte er seine medizinischen, sowie physikalischen Studien und beteiligte sich mit dem Traktat physico-medicum de morbis totius substantiae & cognatis materiis pro Sennerto contra Freitagium, an der fachlichen Auseinandersetzung mit Johann Freitag. Er hatte vor, sich den Grad eines Lizentiaten der Medizin zu erwerben, gelangte aber durch den Tod von Georg Wecker an die Professur der Physik, wozu er am 2. Februar 1634 berufen wurde und am 12. Februar als Adjunkt in die philosophische Fakultät aufgenommen wurde.

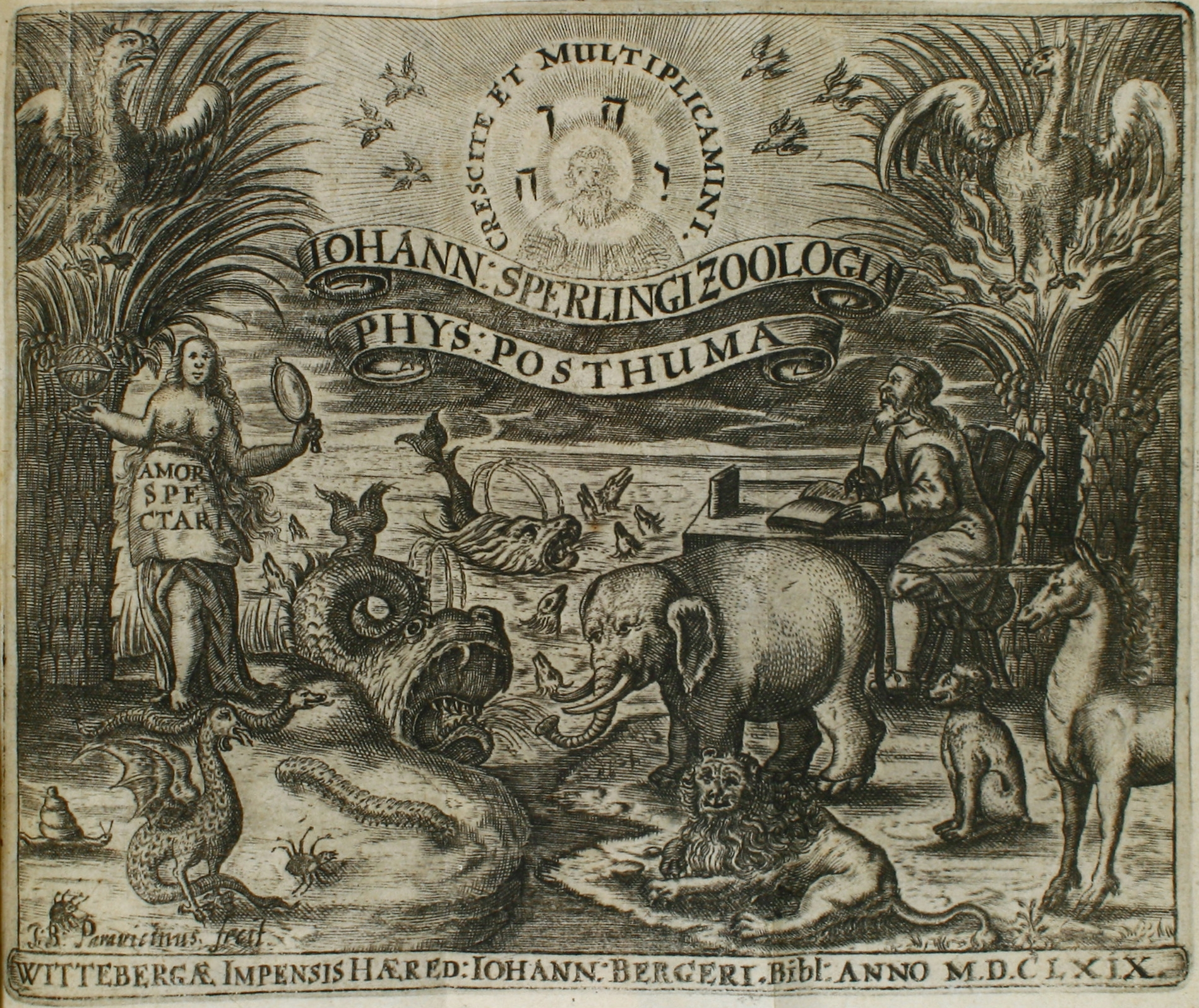
Zoologia physica. 2. Auflage, Wittenberg, 1669

In seiner Funktion als Professor verwaltete er viermal das Dekanat der philosophischen Fakultät und war zweimal Rektor der Wittenberger Hochschule. Er litt an einem Steinleiden, das ihn zwei Jahre lang plagte und woran er schließlich verstarb. Er wurde am 15. August 1658 in der Wittenberger Schlosskirche begraben. Johann Sperling, der als außerordentlicher Vertreter der Physik an der Wittenberger Hochschule gewürdigt wurde, verteidigte als ein Schüler Daniel Sennerts die Korpuskulartheorie und verfasste anhand der Sennertschen Schriften die „Institutiones physicae“, die in den meisten Schulen Deutschlands eingeführt wurden. Darin wurde erstmals in Deutschland die Atomistik in einem Lehrbuch eingehend dargestellt. Sein eigentliches Fach war indes die Zoologie. Die nach seinem Tode von Georg Kaspar Kirchmaier herausgegebene „Zoologia physica“ ist sein Hauptwerk, das als erstes Handbuch in Form eines Kompendiums, das Wissenswürdigste aus der Zoologie übersichtlich darzustellen versucht.

## Familie
Er heiratete am 11. Oktober 1626 Elisabeth, die Tochter des Wittenberger Ratsherrn Peter Müller und der Stieftochter des Wilhelm Nigrinus. Aus dieser 22-jährigen Ehe sind sechs Söhne und eine Tochter hervorgegangen:
- Elisabeth Sperling (starb vor Vater)
- Johann Nicolaus Sperling (starb vor Vater)
- Gottfried Sperling (starb vor Vater)
- Johann Paul Sperling
- Paul Gottfried Sperling
- Paul Christoph Sperling
- Daniel Sperling

## Werkauswahl
- Tractatus physicomedicus de origine formarum, pro D. Daniele Sennerto, contra D. Johannem Freitagium. Helwig, Wittenberg 1634. (Digitalisat)
- Tractatus physico-medicus de morbis totius substantiae, et cognatis quaestionibus: pro Daniele Sennerto ..., contra Johannem Freitagium ... conscriptus. Schurer, Wittenberg 1633. (Digitalisat)
- Synopsis physica Johann. Sperlings. Wittenberg 1649. (Digitalisat)
- Defensio tractatus de origine formarum. Fincel, Wittenberg 1638. (Digitalisat)
- Institutiones physicae Johannis Sperlings. Jeger, Lübeck 1646. (Digitalisat)
- Synopsis anthropologiae physicae. Wittenberg 1650. (Digitalisat)
- Institutiones anthropologicae.[1]
- Tractatus physicus de formatione hominis in utero. Wendt, Wittenberg 1641. (Digitalisat)
- Meditationes, In Iulii Caesaris Scaligeri Exotericas Exercitationes, De Subtilitate. Hartmann,  Wittenberg 1656. (Digitalisat)
- Dissertatio. De Principiis nobiscum natis. Hartmann, Wittenberg 1657. (Digitalisat)
- Carpologia physica posthuma. Opusculum utile ac jucundum. Berger, Wittenberg 1661. (Digitalisat)
- Exercitationes physicae. Haeredes, Wittenberg 1663. (Digitalisat)
- Zoologia physica. Berger, wittenberg 1661. (Digitalisat)
- Oratio de physica lugente. Röhner, Wittenberg 1634. (Digitalisat)
- Disputatio physica De coelo. Röhner, Witteberg 1644. (Digitalisat)
- Disputatio physica, De uva, musto, ac vino. Wittenberg 1642. (Digitalisat)
- Disputatio physica de leone, aquila, delphino & dracone, quatuor brutorum regibus. Wendt, Wittenberg 1665. (Digitalisat)
- De calido innato, wieder Freytagen zur Vertheidigung D. Senners. Rothius, Wittenberg 1634.
- De traduce. Berger, Wittenberg 1648. (Digitalisat)
- Dissertatio de principiis corporis naturalis. Berger, Wittenberg 1671. (Digitalisat)
- Dissertatio. De semine. Et perturbatio calumniatoris. Hartmann, Witenberg 1651. (Digitalisat)
- Antiparasceve pro traduce. Berger, Wittenberg 1848. (Digitalisat)
- Defensio synopseos physicae, quo ad partem generalem. (Digitalisat)
- Perturbatio calumniatoris contra Zeisoldum. Fincel, Wittenberg 1651.
- De monstris. Borckert, Wittenberg 1655. (Digitalisat)